# 히카와마루

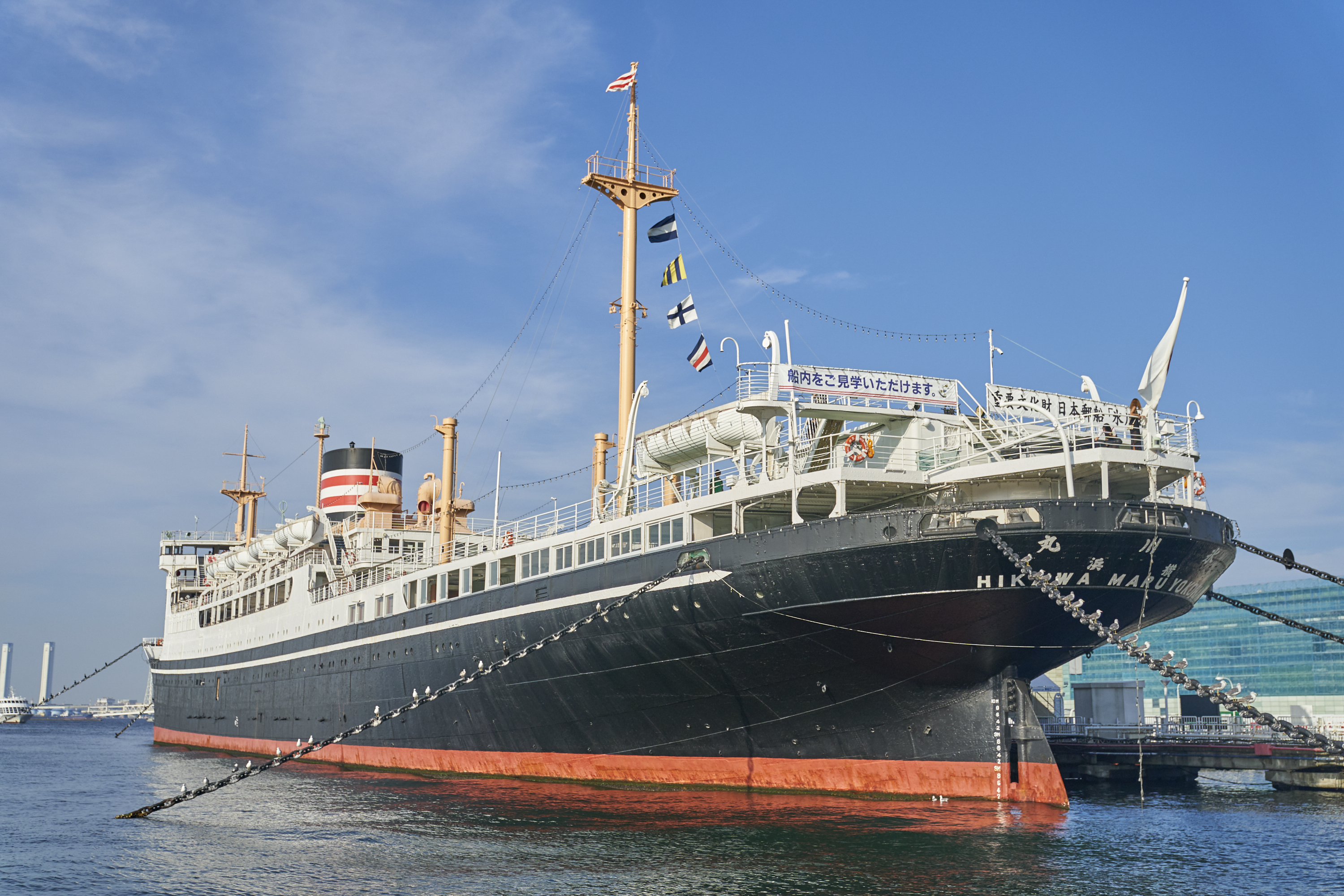
히카와마루

히카와마루(일본어: 氷川丸)는 일본 가나가와현 요코하마시에 있는 선박으로, 니혼유센이 1930년 건조한 12,000t급 여객선으로 1960년대까지 북태평양 항로에서 오랫동안 운항하다 퇴역한 후에는 야마시타 공원에 계류되어 있다. 예전에는 선내에 라이브 카페, 살롱, 유스호스텔 등이 있었지만 2006년 12월 31일 영업을 중단하였다가 배의 원주인인 니혼유센이 다시 배를 인수해 2008년 4월 28일부터 문을 열었다.